# Emiliano Sosa Viera
Emiliano Gastón Sosa Viera (Montevideo, Uruguay, 18 de febrero de 1998) es un futbolista uruguayo. Juega de centrocampista y su equipo actual es el Club Atlético Cerro de la Primera División de Uruguay.

## Trayectoria
Realizó su formación en las categorías juveniles de Nacional de Montevideo, donde en 2018 se consagró campeón de la Copa Libertadores Sub-20.
En 2020, se unió a Cerro, logrando debutar en la Primera División de Uruguay. Sin embargo, al concluir la temporada, Cerro descendió a la Segunda División tras quedar en la última posición del Campeonato Uruguayo. Sosa continuó su participación en el club durante las temporadas 2021 y 2022 en la Segunda División.
En 2023, se incorporó a Boston River, compitiendo en la Primera División y disputando treinta y cinco encuentros, aunque no logró anotar goles. También tuvo la oportunidad de debutar a nivel internacional, participando en los cuatro encuentros de la segunda fase de la Copa Libertadores, en la cual su equipo fue eliminado por Huracán de Argentina.
El 31 de enero de 2024, se unió a Orense de la Serie A de Ecuador, siendo cedido a préstamo desde el Boston River por una temporada con opción a compra.

## Estadísticas
Actualizado al último partido disputado el 31 de marzo de 2024.
| Club                   | Div.          | Temporada     | Liga  | Liga  | Copas nacionales | Copas nacionales | Copas internacionales | Copas internacionales | Total | Total |
| Club                   | Div.          | Temporada     | Part. | Goles | Part.            | Goles            | Part.                 | Goles                 | Part. | Goles |
| ---------------------- | ------------- | ------------- | ----- | ----- | ---------------- | ---------------- | --------------------- | --------------------- | ----- | ----- |
| Cerro · Uruguay        | 1.ª           | 2020          | 6     | 0     | —                | —                | —                     | —                     | 6     | 0     |
| Cerro · Uruguay        | 2.ª           | 2021          | 18    | 1     | —                | —                | —                     | —                     | 18    | 1     |
| Cerro · Uruguay        | 2.ª           | 2022          | 29    | 2     | —                | —                | —                     | —                     | 29    | 2     |
| Cerro · Uruguay        | Total club    | Total club    | 53    | 3     | 0                | 0                | 0                     | 0                     | 53    | 3     |
| Boston River · Uruguay | 1.ª           | 2023          | 35    | 0     | —                | —                | 4                     | 0                     | 39    | 0     |
| Boston River · Uruguay | Total club    | Total club    | 35    | 0     | 0                | 0                | 4                     | 0                     | 39    | 0     |
| Orense · Ecuador       | 1.ª           | 2024          | 6     | 0     | —                | —                | —                     | —                     | 6     | 0     |
| Orense · Ecuador       | Total club    | Total club    | 6     | 0     | 0                | 0                | 0                     | 0                     | 6     | 0     |
| Total carrera          | Total carrera | Total carrera | 94    | 3     | 0                | 0                | 4                     | 0                     | 98    | 3     |
| 1.                     |               |               |       |       |                  |                  |                       |                       |       |       |

## Palmarés

### Campeonatos internacionales
| Título                   | Club     | País    | Año  |
| ------------------------ | -------- | ------- | ---- |
| Copa Libertadores Sub-20 | Nacional | Uruguay | 2018 |